# ラマタ島

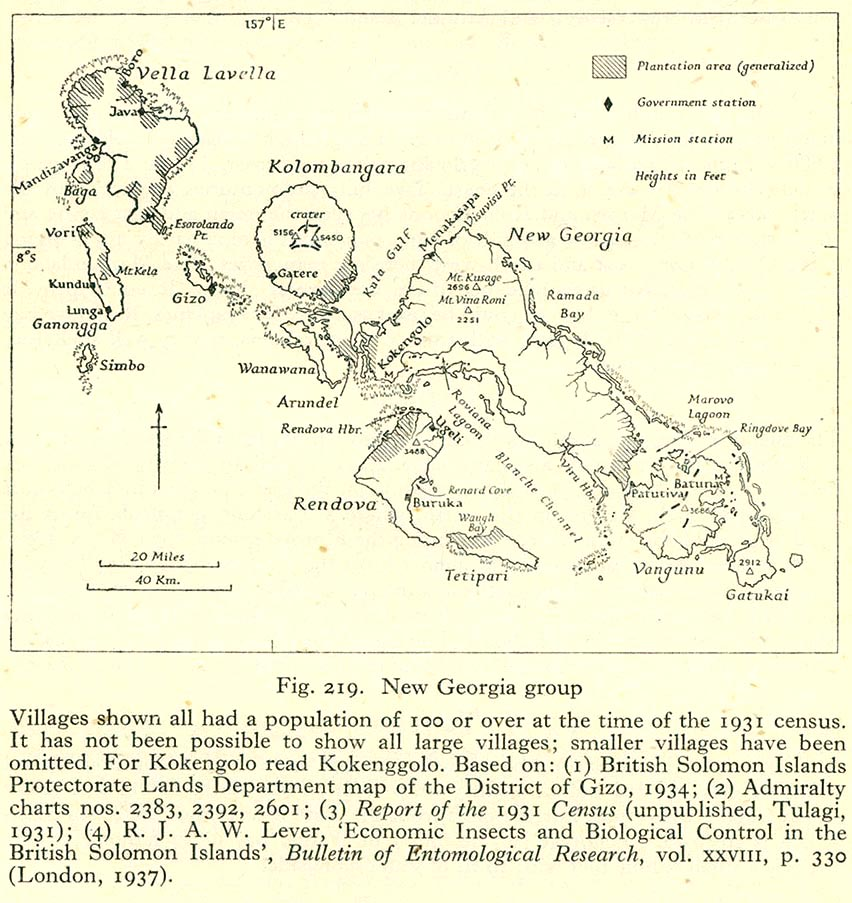
1940年代にイギリス海軍本部が作成したニュージョージア諸島（上の地図で赤く塗られている範囲）の地図。ニュージョージア島北部の東側の海域に「Ramada Bay」と記載されているところの南西に、北西-南東方向に延びるように表現されている2つの小島のうち、北西側のものがラマタ島。

ラマタ島 (ラマタとう、Ramata Island) は、ソロモン諸島のニュージョージア島に近い位置にあり、長さ 4キロメートル (2.5 mi)、幅 500メートル (1,600 ft) の細長い小島。サンゴ礁によって形成された堡礁である。
この島がその一部を成している列島は、世界最長の礁湖（島と堡礁に囲まれた海域）とされるマロボ礁湖 (Marovo Lagoon) の北部を、ソロモン海から切り離している。

## 施設
この島には、ラマタ空港があり、毎週の定期便が飛んでいる。
島には地元住民が経営するスポーツフィッシングのロッジがあり、観光客に利用されている。